# Tytuły i kategorie szachowe
Tytuły i kategorie szachowe są wykładnikiem maksymalnego wyniku sportowego, osiągniętego przez szachistę. W grze bezpośredniej rozróżniamy:
- tytuły i kategorie kobiece oraz męskie,
- tytuły (kategorie) międzynarodowe oraz kategorie krajowe centralne i krajowe okręgowe.

## Tytuły i kategorie szachowe
Wszystkie kategorie międzynarodowe, kategoria mistrza krajowego oraz kandydata na mistrza krajowego nadawane są w formie tytułu. Zawodnicy nieposiadający żadnej kategorii szachowej mają ranking 1000 punktów. Tytuły i kategorie szachowe przyznawane są dożywotnio przez Komisję Klasyfikacji i Ewidencji Polskiego Związku Szachowego (w przypadku kategorii centralnych) oraz przez komisje wojewódzkie (w przypadku kategorii okręgowych).
| Tytuły i kategorie szachowe          | Oznaczenie | Oznaczenie | Punktacja rankingowa | Punktacja rankingowa | Normy punktowe | Normy punktowe |
| Tytuły i kategorie szachowe          | kobiet     | mężczyzn   | kobiet               | mężczyzn             | kobiet         | mężczyzn       |
| Tytuły międzynarodowe                |            |            |                      |                      |                |                |
| arcymistrz                           |            | GM         | (2600)               | (2600)               |                |                |
| arcymistrzyni                        | WGM        |            | (2400)               |                      |                |                |
| mistrz międzynarodowy                |            | IM         | (2450)               | (2450)               |                |                |
| mistrzyni międzynarodowa             | WIM        |            | (2250)               |                      |                |                |
| mistrz FIDE                          |            | FM         | (2300)               | (2300)               |                |                |
| mistrzyni FIDE                       | WFM        |            | (2100)               |                      |                |                |
| kandydat na mistrza FIDE             |            | CM         | (2200)               | (2200)               |                |                |
| kandydatka na mistrzynię FIDE        | WCM        |            | (2000)               |                      |                |                |
| Tytuły i kategorie krajowe centralne |            |            |                      |                      |                |                |
| mistrz krajowy                       | M          | M          | (2200)               | (2400)               | 2200           | 2400           |
| kandydat na mistrza krajowego        | K          | K          | (2000)               | (2200)               | 2000           | 2200           |
| kategoria pierwsza                   | I          | I          | 1800                 | 2000                 | 1800           | 2000           |
| Kategorie krajowe okręgowe           |            |            |                      |                      |                |                |
| kategoria druga                      | II         | II         | 1600                 | 1800                 | 1600           | 1800           |
| kategoria trzecia                    | III        | III        | 1400                 | 1600                 | 1350           | 1550           |
| kategoria czwarta                    | IV         | IV         | 1250                 | 1400                 | 1150           | 1300           |
| kategoria piąta                      | V          | V          | 1100                 | 1200                 | 1000           | 1050           |

Uwagi:
- Wielkość rankingu podana w nawiasach oznacza, że zawodnik posiada ranking FIDE, a podana liczba jest umownym poziomem siły gry zawodnika z danym tytułem.
- Kobiety, występując w turniejach mieszanych (wraz z mężczyznami, np. turnieje open) mogą również zdobywać normy na tytuły GM i IM, na takich samych zasadach jak mężczyźni. Tytuł arcymistrza przyznawany jest również za zdobycie tytułu mistrzyni świata (zobacz listę kobiet, które otrzymały męski tytuł arcymistrza).
- Dla tytułów międzynarodowych liczba jest umownym poziomem siły gry zawodnika z danym tytułem i jest przyjmowana do obliczeń na kategorie i tytuły krajowe.
- Dla polskich tytułów i kategorii, wielkości rankingu podane w tabeli są stałe dla wszystkich zawodników. Są przyjmowane jako podstawa do wszystkich obliczeń.
- Zawodnika z tytułem międzynarodowym, niemającego rankingu FIDE, przyjmuje się do celów klasyfikacyjnych z rankingiem PZSzach równym rankingowi mistrza krajowego.
- Zawodnicy i zawodniczki z jedną lub dwiema normami na tytuł mistrza krajowego (oznaczenia k+ i k++), otrzymują rankingi 2300 (mężczyźni) i 2100 (kobiety).
- Zawodnicy i zawodniczki z jedną lub dwiema normami na tytuł kandydata na mistrza (oznaczenia I+ i I++), otrzymują rankingi 2100 (mężczyźni) i 1900 (kobiety).
- Zawodnicy i zawodniczki z jedną normą na I kategorię szachową (oznaczenie II+), otrzymują rankingi 1900 (mężczyźni) i 1700 (kobiety).
- W języku polskim skróty tytułów szachowych: am, mm, mf, m, k – pisze się z małej litery i bez kropki.

| Tytuły i kategorie szachów korespondencyjnych | Oznaczenie | Punktacja rankingowa |
| Tytuły międzynarodowe                         |            |                      |
| arcymistrz                                    | GM         | (2600)               |
| starszy mistrz międzynarodowy                 | SIM        | (2525)               |
| mistrz międzynarodowy                         | IM         | (2450)               |
| mistrz gry korespondencyjnej                  | CCM        | (2300)               |
| ekspert gry korespondencyjnej                 | CCE        | (2150)               |

## Warunki
Zdobycie tytułów i kategorii obwarowane jest znaczną liczbą warunków, z których najważniejszymi są: minimalne dopuszczalne tempo gry, minimalny sumaryczny czas trwania partii, maksymalna liczba partii oraz maksymalne dopuszczalne liczby rund w jednym dniu.
| Norma na kategorię | Tempo gry                         | Łączny czas gry | Maksymalna liczba rund dziennie | Liczba partii | Minimalny ranking FIDE |
| M                  | 40 posunięć / 90 minut + 30 minut | 4 godziny       | 3                               | 9             | 2300 (2100)            |
| K                  | 30 posunięć / 60 minut + 30 minut | 3 godziny       | 3                               | 9             | 2100 (1900)            |
| I                  | 30 posunięć / 60 minut + 30 minut | 3 godziny       | 3                               | 9             | –                      |
| II                 | 60 minut na całą partię           | 2 godziny       | 5                               | 7             | –                      |
| III                | 60 minut na całą partię           | 2 godziny       | 5                               | 7             | –                      |
| IV                 | 30 minut na całą partię           | 1 godzina       | 9                               | 5             | –                      |
| V                  | 30 minut na całą partię           | 1 godzina       | 9                               | 5             | –                      |